# Јелена (супруга Јована Асена I)
Јелена (буг. Елена) је друга супруга бугарског цара Јована Асена I и мајка бугарског цара Јована Асена II и владара Софије севастократора Александра Асена.
Поред постојеће историографије да је она ћерка Стефана Немање, неки извори то оспоравају, тврдећи да Стефан Немања је имао само једну ћерку.
Веза са Стефаном Немањом је додатно подржана везом између њеног сина Јована Асена II и Растка Немањића, који је умро у Великом Трнову, где се вратио из Свете земље како би видео свог нећака.